# Norbert Weiß (Schriftsteller)

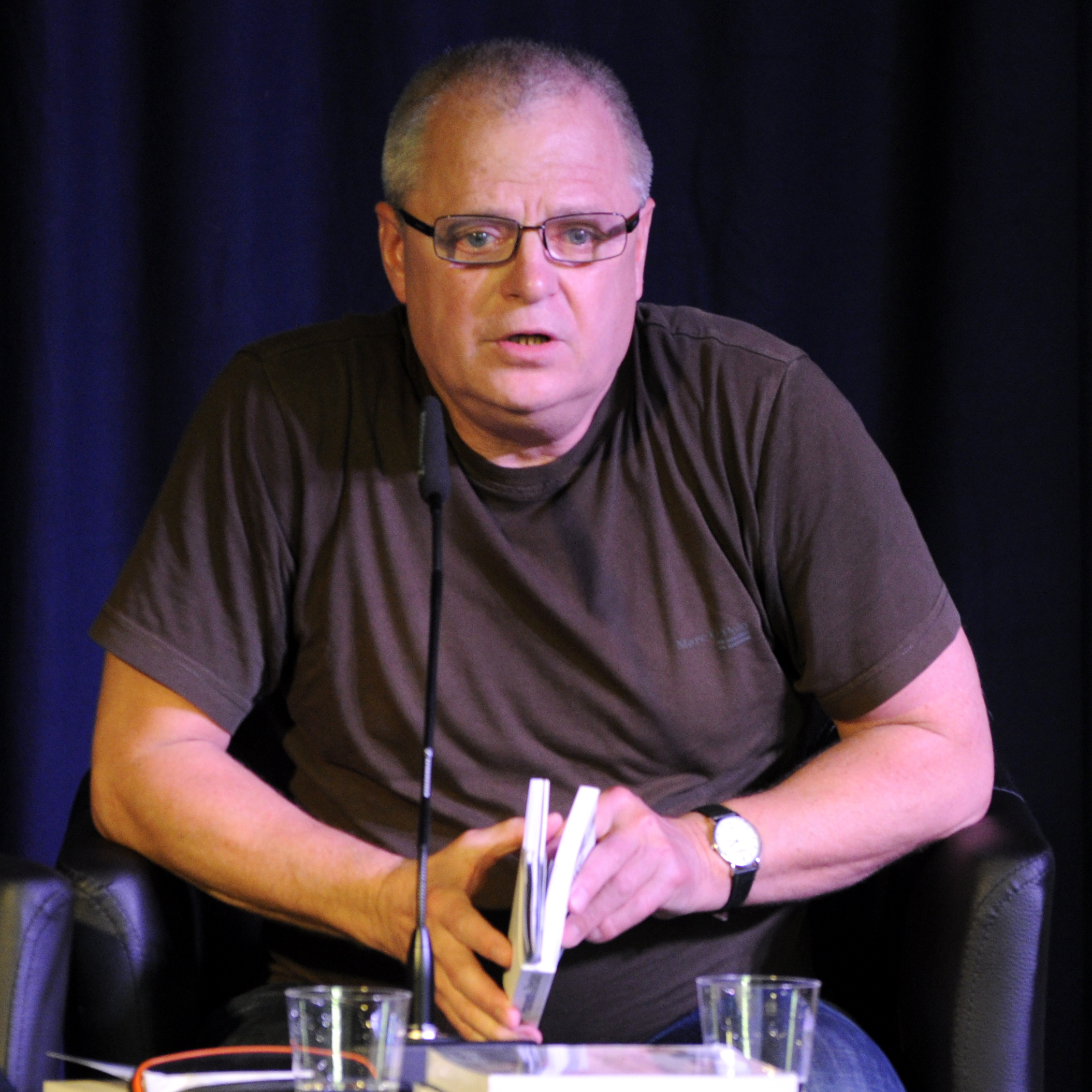
Norbert Weiß (2015)

Norbert Weiß (* 5. November 1949 in Dresden) ist ein deutscher Publizist, Herausgeber und Schriftsteller.

## Leben
Norbert Weiß wurde 1949 in Dresden geboren und lernte ursprünglich den Beruf des Bibliothekstechnikers. Zwischendurch übte er verschiedene Tätigkeiten (u. a. Telegrammbote, Buchverkäufer) aus. Später absolvierte er ein Pädagogikstudium in Zwickau sowie ein Studium am Institut für Literatur Johannes R. Becher in Leipzig. Norbert Weiß arbeitete als Lehrer, Lektor, Publizist, Herausgeber und Autor. Er ist Gründer und Herausgeber der Literaturzeitschrift Signum – Blätter für Literatur und Kritik sowie Organisator der Signum-Lesereihe. Norbert Weiß ist Mitglied des Fachbeirates für Literatur der Kulturstiftung des Freistaates Sachsen und gehört der Schriftstellervereinigung PEN-Zentrum Deutschland an. Er lebt in Dresden und veröffentlicht Prosa und Lyrik.
Er ist Vorstandsmitglied im Landesbezirk Sachsen des Verbandes deutscher Schriftsteller (VS) in ver.di.

## Werke (Auswahl)
- 1991: Reich und Fluchtwege der Delphine, Frankfurt/M.
- 1994: Von den Hügeln herab, Dresden.
- 1997: Dichter, Denker, Literaten, (gemeinsam mit Jens Wonneberger)
- 1999: Fersengeld
- 2001: Herbstreise, Dresden.
- 2001: Literarisches Dresden (gemeinsam mit Jens Wonneberger), Berlin.
- 2003: Mein kurzes Leben als Eilzusteller, Dresden.
- 2006: Lieber Dresden im Regen als Wien bei Sonne (gemeinsam mit Jens Wonneberger), Berlin.
- 2009: Sächsische populäre Irrtümer. Ein Lexikon von A-Z (gemeinsam mit Wolfgang Stumph), Aufbau-Verlag Tb, Berlin, ISBN 978-3746681634.
- 2010: Der Weiße Hirsch in Dresden. Von der Schänke zum Villenviertel, be.bra-Verlag Berlin, ISBN 978-3-86124-644-2.
- 2015: Prominente in Dresden und ihre Geschichten (gemeinsam mit Jens Wonneberger), be.bra verlag, Berlin, ISBN 978-3-86124-660-2.

### In Anthologien und Literaturzeitschriften (Auswahl)
- Ralph Grüneberger (Hg.)/Gesellschaft für zeitgenössische Lyrik: Poesiealbum neu, Ausgaben 01/2008, 04/2008, 01/2013.